# Sonny's inc
Sonny’s Inc is een Nederlandse liveband uit Laren (Noord-Holland), actief sinds de jaren 90. De band bestaat uit professioneel opgeleide musici en staat bekend om hun energieke optredens, waarin een mix wordt gebracht van soul, funk, pop, latin en Nederlandstalige muziek. Sonny’s Inc combineert bekende covers met eigen materiaal en is actief op zowel zakelijke als publieke evenementen in binnen- en buitenland. De band trad onder meer op voor het Nederlandse koningshuis en nam tweemaal deel aan het Nationaal Songfestival.

## Geschiedenis
Sonny’s Inc werd opgericht in de jaren 90. De band stond gedurende meerdere jaren onder contract bij het label Red Bullet, geleid door Willem van Kooten. In 1996 bracht Sonny’s Inc de single Zomerjurk (Ze had geen onderbroekje aan) uit. Het nummer ontstond als een humoristische improvisatie tijdens repetities, maar groeide uit tot een populaire en veelbesproken track. De single werd opgenomen in de compilatie De allerbeste Nederlandstalige hits uit de Top 40 – 1996 en stond daar genoteerd op positie 37.

## Deelname aan Nationaal Songfestival
- In 2000 deed Sonny Hoogwerf (onder de naam Sonny) mee aan het Nationaal Songfestival met het nummer Wawakilele, waarmee hij de vierde plaats behaalde in zijn voorronde.[2]
- In 2003 deed Sonny’s Inc mee met het nummer Mamboleo, geschreven door Huig Ouwehand, Roland Gaedtgens en Sonny Hoogwerf. De band werd op 1 februari 2003 uitgeschakeld in de eerste tv-ronde, eindigend als zesde bij de televoting en zevende bij de jury.[3]

## Koninklijk Huwelijk
Op 29 en 30 mei 1998 trad Sonny’s Inc op tijdens het huwelijk van prins Maurits van Oranje-Nassau en Marilène van den Broek. De ceremonie vond plaats in Paleis Het Loo en de Grote Kerk van Apeldoorn. Het optreden van Sonny’s Inc werd vastgelegd voor het radioprogramma Morning Call van Noordzee FM.

## Goede doelen en maatschappelijke betrokkenheid
Sonny’s Inc was jarenlang betrokken bij de activiteiten van de Make-A-Wish Foundation (Stichting Doe Een Wens). Voor het Wereld Natuur Fonds bracht de band de single The Next Centuries Dream uit.

## Repertoire en stijl
Het repertoire van de band bestaat uit een combinatie van eigen nummers en bekende covers in genres als funk, soul, latin, dance, pop en Nederlandstalige muziek. Improvisatie en publieksinteractie zijn vaste onderdelen van hun optredens. Muziek van Sonny’s Inc is beschikbaar via platforms als Spotify.

## Belangrijke optredens
Sonny’s Inc speelde op een groot aantal evenementen, waaronder:
- Voorprogramma van Marco Borsato in de Heineken Music Hall en RAI Amsterdam
- Galapremière van de musical Aida in het Circustheater, Scheveningen
- RTL 4-programma Koffietijd en het Sportgala 2000
- Gala's van het Cure for Cancer-fonds (meerdere edities)
- Festivals: Hilversum Alive, Jazz behind the Beach (Zandvoort), Tilburg Culinair, Oisterwijk Swingt, 40UP Festival, Summer in the City (Luxemburg)
- Corporate events voor o.a. Microsoft, Shell, McDonald’s, ABN AMRO, KPN en Ernst & Young

## Discografie (selectie)
- Zomerjurk (Ze had geen onderbroekje aan) – single, 1996[6]
- The Next Centuries Dream – single voor het Wereld Natuur Fonds

### Singles
- Zomerjurk (Ze had geen onderbroekje aan) – single, 1996. Opgenomen op de verzamel-cd De allerbeste Nederlandstalige hits uit de Top 40 1996.[1]
- Wawakilele – Nationaal Songfestival-deelname 2000
- Mamboleo – Nationaal Songfestival-deelname 2003
- Caballero
- Unidos
- Dueña de mi corazón
- Brasa
- Who Wrote the World
- Timemachine
- Koningsliedje
- Christmas Song – kerstsingle
- The Next Centuries Dream – single t.b.v. Wereld Natuur Fonds

### Albums
- A Fish Named Fred – album met originele nummers, door Sonny’s Inc. uitgebracht. [7]